# Drama processual
Um drama procedimental ou processual é um tipo de literatura, filme ou programa de televisão de gênero cruzado que envolve uma sequência de detalhes técnicos. Um documentário também pode ser escrito em um estilo processual para aumentar o interesse narrativo.
Os programas de televisão desse gênero se concentram em como os crimes são resolvidos e são centrados em uma agência de aplicação da lei, corpo legislativo ou tribunal. Alguns dramas incluem um laboratório ou sala de conferência de alta tecnologia onde os personagens principais se reúnem para resolver o problema. Os programas geralmente têm um formato episódico que não exige necessariamente que o espectador tenha visto episódios anteriores. Os episódios geralmente têm um enredo independente (também conhecido como 'autônomo') que é introduzido, desenvolvido e resolvido dentro do mesmo episódio.
O formato processual é popular em todo o mundo. Em 2011, o diretor de uma consultoria de TV disse: "A tendência contínua é para procedimentos, porque eles usam uma estrutura previsível." Devido à sua natureza episódica independente, eles são mais acessíveis a novos espectadores do que seriados. Os episódios independentes também tornam mais fácil para os espectadores retornarem a um programa se tiverem perdido alguns episódios. Em geral, dramas procedimentais geralmente podem ser repetidos com pouca preocupação com a ordem dos episódios.
Dramas procedimentais são frequentemente criticados por serem estereotipados. Os procedimentais também são geralmente menos orientados por persongens do que os seriados. No entanto, alguns procedimentais têm mais ênfase de personagem do que o típico do formato. Alguns podem ocasionalmente apresentar um enredo que se estende por vários episódios (geralmente chamado de arco de história).

## Tipos de mídia

### Televisão

#### Ficção
Na televisão, "processual" refere-se especificamente a um gênero de programas em que um problema é apresentado, investigado e resolvido dentro do mesmo episódio. Esses programas tendem a ser dramas de uma hora de duração e são frequentemente (embora nem sempre) relacionados à polícia ou ao crime.[carece de fontes?]
A fórmula geral de um procedimental policial envolve o cometimento ou descoberta de um crime no início do episódio, a investigação subsequente e a prisão ou condenação de um autor no final do episódio.
Exemplos modernos desse gênero são as franquias Law & Order, CSI e NCIS. House é um exemplo de procedimental não relacionado a crimes.
- Dramas procedimentais são geralmente muito populares na redifusão porque a falta de enredos de longo prazo torna mais fácil para os espectadores sintonizarem apenas um episódio sem se sentirem perdidos.
- Os procedimentais às vezes são notados por sua falta de desenvolvimento de personagens, com pouca atenção sendo dada às vidas dos personagens recorrentes fora de seus trabalhos.[8]

#### Não-ficção
- Procedimentais científicos de não ficção, como a série da PBS, Secrets of the Dead, ou os Forensic Files da Court TV, levam o espectador passo a passo através de uma investigação, bem como um procedimento fictício.[9]

### Literatura
- Procedimental policial: a variedade mais conhecida, um grande subgênero da ficção de mistério. O romance de 1945 de Lawrence Treat, V as in Victim, é citado como talvez o primeiro "verdadeiro" procedimental policial.[10]
- Procedimental militar: um termo usado pela Publishers Weekly em 1989[11] referindo-se ao romance Red Army de Ralph Peters.
- Procedimental de guerra: um exemplo é o filme The Dam Busters, de 1955, que foi chamado de procedimental de guerra por Richard Gilliam no Allmovie.[12]
  - Os romances de Tom Clancy às vezes são chamados de procedimentais de guerra ou procedimentais políticos.
- Procedimental científico: romances ou histórias de ficção científica podem ter sequências de procedimental científico. Um exemplo seria Timescape, escrito pelo cientista e autor Gregory Benford.
- Um subgênero relativamente recente é o procedimental presidencial; um romance que se concentra no escritório da presidência dos EUA e nas atividades de seu ocupante. Exemplos seriam Executive Orders de Tom Clancy, The President's Plane Is Missing de Robert Serling e Maximum Vigilance de Steve Pieczenik.